# 山东省省级考古遗址公园
山东省省级考古遗址公园是山东省内以重要考古遗址及其背景环境为主体，具有科研、教育、游憩功能，且在全省范围内具有典型性、示范性和代表性的特定公共空间，依据《山东省省级考古遗址公园管理办法（试行）》等文件，由山东省文化和旅游厅负责组织开展评定工作。

## 山东省省级考古遗址公园列表
第一批
- 济南市章丘区洛庄汉王陵考古遗址公园
- 高青县陈庄—唐口考古遗址公园
- 滕州市北辛考古遗址公园
- 烟台市长岛综合试验区北庄考古遗址公园
- 荣成市留村古墓群考古遗址公园
- 临沂市兰山区银雀山、金雀山墓群考古遗址公园

第二批
- 淄川区渭一窑址考古遗址公园
- 滕州市官桥村南墓群考古遗址公园
- 金乡县鱼山堌堆考古遗址公园
- 嘉祥县武氏墓群考古遗址公园
- 岚山区尧王城考古遗址公园
- 陵城区神头墓群考古遗址公园